# Lucotetia
Lucotetia (francouzsky Lucotèce) je latinský název pro předměstí keltského oppida Lutetie, které bylo předchůdcem dnešní Paříže. Název pochází z galského slova pro močál, podle bažinaté oblasti na soutoku řek Seiny a Bièvry v prostoru dnešního parku Jardin des plantes.

## Lokalizace
Zatímco keltská Lutetia se nacházela na ostrově, Lucotetia se rozkládala na levém břehu řeky Seiny zhruba na území dnešního 5. a 6. obvodu. Předměstí vymezovaly na jihu mont Lucotitius a na západě hradby zahrnující Lázně Cluny až k současným Lucemburským zahradám. Lucotetií procházely dvě hlavní cesty: dnešní Rue Saint-Jacques a cesta spojující Lutetii s Ivry v prostoru současné Rue Mouffetard.
Po pobytí oppida Římany vzniklo v tomto prostoru v 1. století nové římské město Lutetia.